# Spoorlijn Appenzell - Wasserauen
De spoorlijn Appenzell - Wasserauen is een Zwitserse spoorlijn van de voormalige particuliere spoorwegonderneming Säntis-Bahn (SB) is een die tussen 1912 tot 1939 opereerde. De naam werd in 1939 veranderd in Appenzell–Weissbad–Wasserauen-Bahn (AWW). Sinds 2006 maakt deze spoorlijn deel uit van de Appenzeller Bahnen (AB).

## Geschiedenis
Reeds in de 19e eeuw was er sprake van om het Alpsteingebergte te onsluiten voor het toerisme. Hierbij zou de top van de Säntis dienen als een uitzicht. Op mooie zondagen waren er meer dan 1000 mensen op de top, maar hiervoor waren de voorzieningen niet berekend. Men dacht dan aan een soort Rigibahn om de Säntisberg met een tandstaafspoor uit te rusten.
Per 1 januari 1947 fuseerde de AWW met de Appenzeller Bahn (AB). Op 1 januari 1988 fuseerde op zijn beurt de AB met de Elektrischen Bahn St. Gallen–Gais–Appenzell (SGA) tot de Appenzeller Bahnen.

## Concessie
Als in het jaar 1886 de Appenzeller Bahn de stad Appenzell bereikte kwam de groep onder leiding van landammann C. Sonderegger om een concessie voor een smalspoorlijn deels met tandstaaf van Appenzeel naar Wagenlücke als Säntisbahn aan te leggen. Op 13 juli 1887 keurde de Bundesrat deze concessie voor de Säntisbahn en de Appenzellerbahn als aanvoerlijn goed.
Op 22 december 1899 werd een nieuwe concessie voor een elektrische tramlijn van Appenzell naar Wasserauen ingediend. De uitwerking van het traject duurde tot 19 november 1900. Ondanks de voortgang lukte het niet om de bouw te beginnen waardoor op 15 maart 1901 deze concessie verviel.
Sonderegger diende een verzoek voor een nieuwe concessie met de volgende onderdelen in:
- Talbahn van Appenzell naar Wasserauen

en een aansluitende
- Bergbahn van Wasserauen tot Säntis
- Appenzell–Wasserauen
- Wasserauen–Seealp
- Seealp–Meglisalp
- Meglisalp–Säntis

Het Zwitserse parlement stemde in 1912 op verzoek van de curator om alleen het plan voor het deel traject Appenzell–Wasserauen uit te voeren.

## Aanleg traject
Met de beschikbare financiële middelen kon in 1911/1912 de bouw van het daltraject van Appelzell naar Wasserauen beginnen. De 6,2 kilometer lange lijn met een hoogte verschil van 80 meter werd op 13 juli 1912 geopend.
Door de Eerste Wereldoorlog en de daaraan verbonden beperking van inkomsten werden verdere plannen afgebroken.

## Fusie
De Säntis-Bahn die de top van de Säntis nooit heeft bereikt en het onvoltooide traject werd in 1939 vernoemd in Appenzell–Weissbad–Wasserauen-Bahn (AWW).
Per 1 januari 1947 fuseerde de AWW met de Appenzeller Bahn (AB)

## Elektrische tractie
Het traject werd vanaf de opening in 1912 geëlektrificeerd met een spanning van 1500 volt gelijkstroom.

## Afbeeldingen

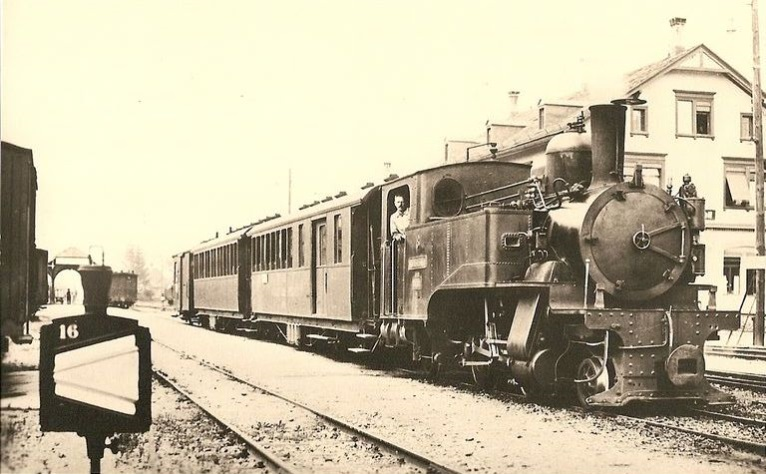
Station Appenzell, ca. 1925
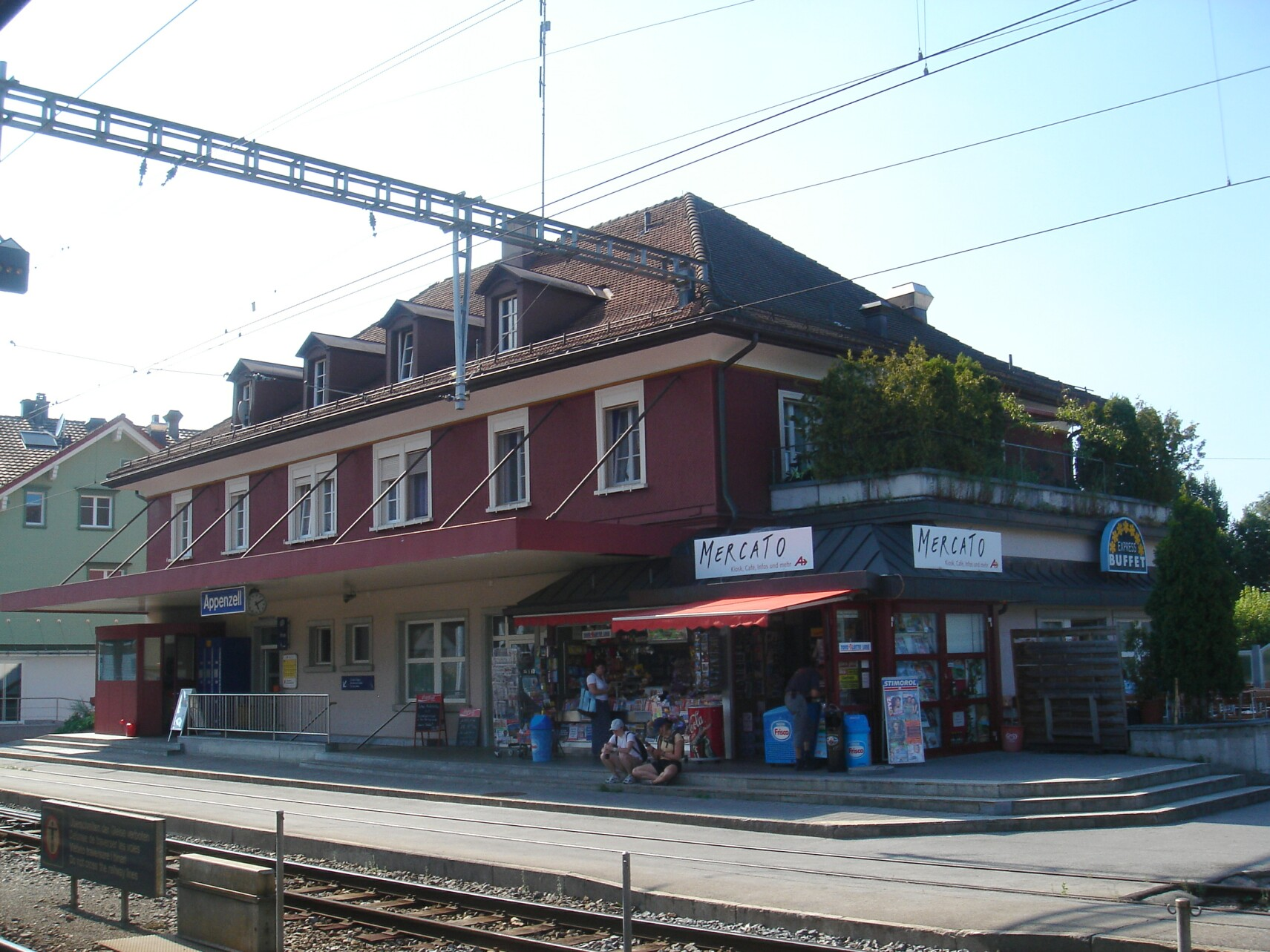
Station Appenzell, 2006
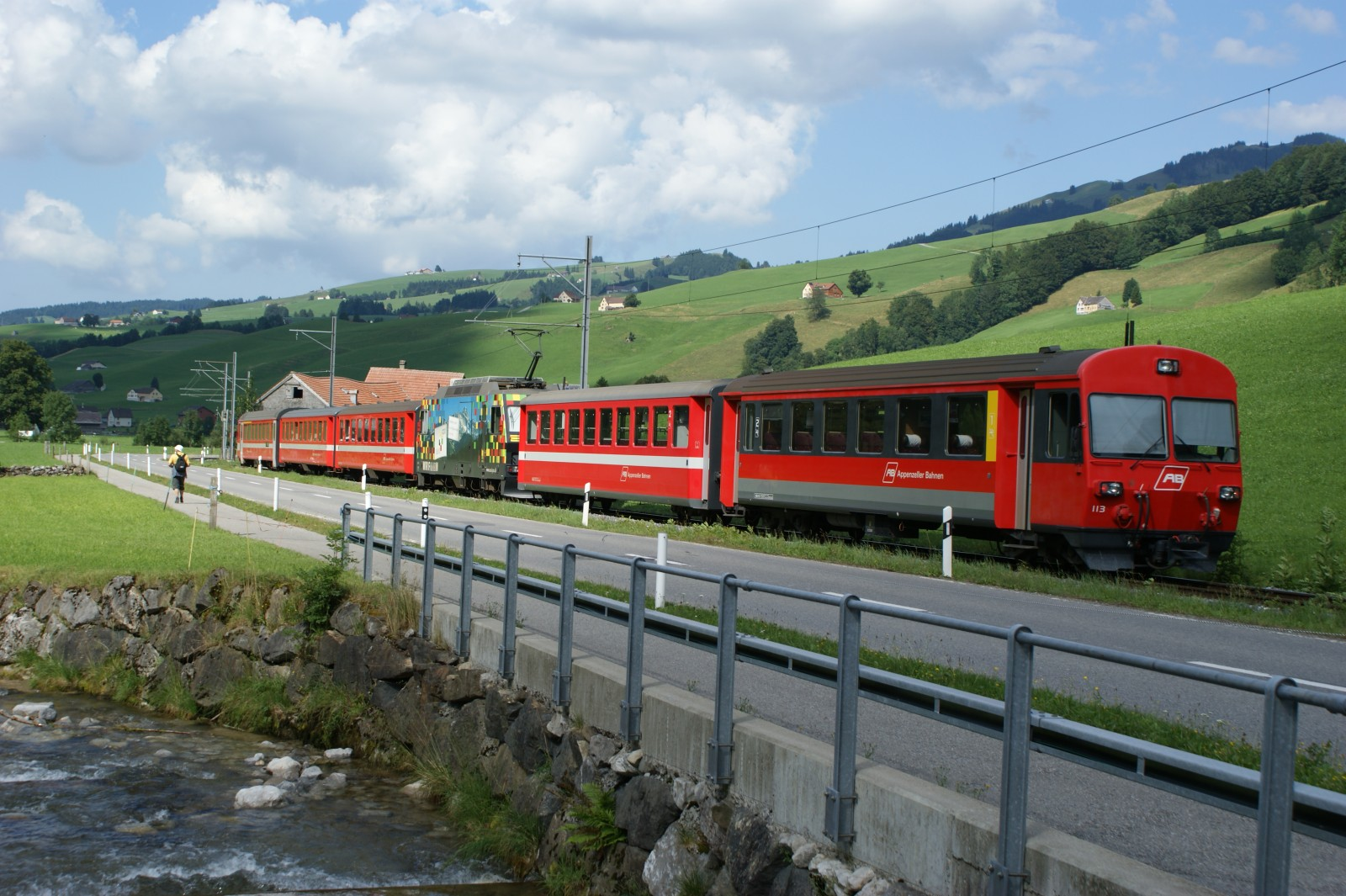
Trein bij Wasserauen, 2013
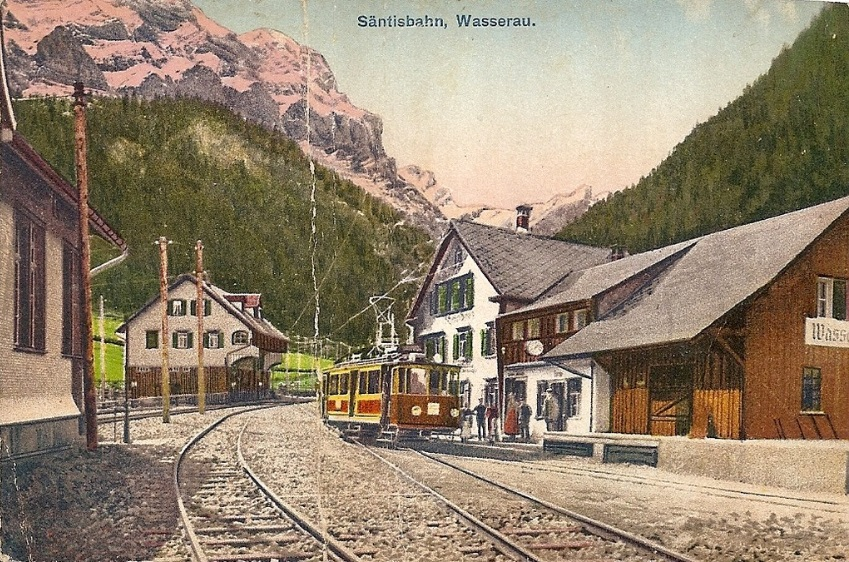
Station Wasserauen, 1916